# Diaea rosea
Diaea rosea är en spindelart som beskrevs av Ludwig Carl Christian Koch 1875. Diaea rosea ingår i släktet Diaea och familjen krabbspindlar.
Artens utbredningsområde är New South Wales. Inga underarter finns listade i Catalogue of Life.